# Danio Bardi
Danio Bardi (ur. 23 maja 1937 w Scandicci, zm. 9 lutego 1991 we Florencji) – włoski piłkarz wodny, złoty medalista olimpijski z Rzymu.
Zawody w 1960 były jego pierwszymi igrzyskami olimpijskimi, wspólnie z kolegami został mistrzem olimpijskim. W turnieju zdobył dwie bramki. Był wówczas zawodnikiem Gruppo Sportivo Fiamme Oro (klubu podlegającego ministerstwu spraw wewnętrznych). Brał również udział w IO 64 (czwarte miejsce).